# 26504 Brandonli
26504 Brandonli è un asteroide della fascia principale. Scoperto nel 2000, presenta un'orbita caratterizzata da un semiasse maggiore pari a 2,2800004 UA e da un'eccentricità di 0,1463798, inclinata di 4,87340° rispetto all'eclittica.